# 临时文件夹
在电子计算机領域，一个临时文件夹或临时目录是指一个用来存放临时文件的目录。许多操作系统和某些软件（例如IE瀏覽器）会自動生成臨時文件夾並且在启动时或定期自动删除临时目录中的内容，這樣可以不讓臨時文件佔用過多的磁盘驱动器空間。